# 比 (杜省)
比村（法語：By，法語發音：[bi]）是法国杜省的一个市镇，位于该省西部，属于贝桑松区。

## 地理
比（47°0'47"N, 5°53'22"E）面积7.34 平方千米，位于法国勃艮第-弗朗什-孔泰大區杜省，该省份为法国东部内陆省份，北起上索恩省，西接汝拉省，东部及东南部与瑞士接壤，东北部与贝尔福地区省接壤。
与比接壤的市镇（或旧市镇、城区）包括：龙绍、帕鲁瓦、卢河畔雷恩、菲略斯河畔拉沙佩勒、伊夫雷。

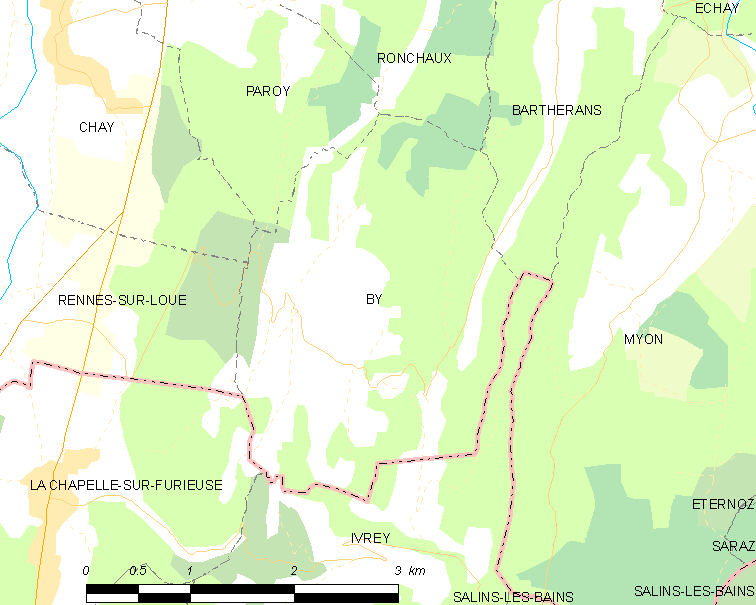
的OSM定位图

比的时区为UTC+01:00、UTC+02:00（夏令时）。

## 行政
比的邮政编码为25440，INSEE市镇编码为25104。

## 政治
比所属的省级选区为圣维特县。

## 人口

1962-2008年间人口变化图示

比于2022年1月1日时的人口数量为83人。